# Enoplotrupes sharpi
Enoplotrupes sharpi là một loài bọ cánh cứng trong họ Geotrupidae. Loài này được Jordan & Rothschild miêu tả khoa học năm 1893.